# Parthenicus fuscipilus
Parthenicus fuscipilus är en insektsart som beskrevs av Knight 1968. Parthenicus fuscipilus ingår i släktet Parthenicus och familjen ängsskinnbaggar. Inga underarter finns listade i Catalogue of Life.